# Алессио, Симоне
Симоне Алессио (итал. Simone Alessio; род. 14 апреля 2000, Ливорно, Тоскана) — итальянский тхэквондист, член сборной Италии. Двукратный чемпион мира, чемпион Европы. Участник летних Олимпийских игр 2020 года в Токио.

## Карьера
С 2014 года симоне выступает на международных соревнованиях по тхэквондо. В 2017 году выиграл золотую медаль в весовой категории до 73 кг на чемпионате Европы среди юношей.
В 2019 году в Манчестере, на чемпионате мира, в весовой категории до 74 кг он стал чемпионом мира. В финале победил соперника из Иордании Ахмада Абугауша.
На Летних Олимпийских играх 2020 выступал в весовой категории до 80 кг. Уступил в четвертьфинале и закончил соревнования.
В 2021 году на чемпионате Европы по тхэквондо стал бронзовым призёром в весовой категории до 80 кг. Через год в Манчестере стал чемпионом Европы
В 2023 году на чемпионате мира, который состоялся в Баку, в категории до 80 кг, Алессио стал двукратным чемпионом мира. В финальной схватке он одолел спортсмена из США Карла Николаса.